# Peter Woodthorpe
Peter Woodthorpe (* 25. September 1931 in York, England; † 12. August 2004 in Oxfordshire, England) war ein britischer Filmschauspieler.

## Leben
Peter Woodthorpe, der an der Archbishop Holgate’s Grammar School in York und später am Magdalene College in Cambridge ausgebildet wurde, diente zunächst in der Royal Navy, und stand seit 1955 als Theaterschauspieler vor Publikum. Seine Bühnenkarriere verbrachte er auch als Mitglied der Royal Shakespeare Company. Erst ab 1963 begann Woodthorpes Karriere als Filmschauspieler. Unter anderem wirkte er in folgenden Spielfilmen und Fernsehserien mit:

## Filmografie (Auswahl)
- 1964: Frankensteins Ungeheuer (The Evil of Frankenstein)
- 1965: Hysteria
- 1965: Der Schädel des Marquis de Sade (The Skull)
- 1966: Der blaue Max (The Blue Max)
- 1968: Der Angriff der leichten Brigade (The Charge of the Light Brigade)
- 1968: Der Mann mit dem Koffer (Man in a Suitcase; Fernsehserie, 1 Folge)
- 1978: Der Herr der Ringe (The Lord of the Rings)
- 1978: Die Profis (The Professionals; Fernsehserie, 1 Folge)
- 1983: Der rote Monarch (Red Monarch)
- 1984: Der Aufpasser (Minder; Fernsehserie, 1 Folge)
- 1987–1988: Inspektor Morse, Mordkommission Oxford (Inspector Morse; Fernsehserie, 7 Folgen)
- 1988: Zeugenaussage (Testimony)
- 1989: Coronation Street (Fernsehserie, 4 Folgen)
- 1996: Jane Eyre
- 1997: Die Bibel – David (David)
- 1997: Die Abenteuer des Odysseus (The Odyssey)
- 1998: Merlin